# Иванопольский сахарный завод
Иванопольский сахарный завод — предприятие пищевой промышленности в посёлке Иванополь Бердичевского района Житомирской области.

## История
Сахарный завод в селении Янушполь Янушпольской волости Житомирского уезда Волынской губернии Российской империи был построен в 1886 году, сырьём для производства сахара являлась сахарная свёкла.

### 1918—1991
В ходе гражданской войны завод пострадал, но в дальнейшем был восстановлен. В ходе индустриализации 1930-х годов он был реконструирован.
Во время Великой Отечественной войны с июля 1941 года до января 1944 года посёлок был оккупирован немецкими войсками, но в соответствии с четвёртым пятилетним планом восстановления и развития народного хозяйства СССР завод был восстановлен.
В 1946 году посёлок Янушполь был переименован в Иванополь, и название предприятия изменилось на Иванопольский сахарный завод.
В 1957 году было построено новое помещение цеха по переработке сахарной свеклы с установкой диффузии «Роберта» ёмкостью 600 л, а в 1961—1967 годы на заводе провели реконструкцию энергетической базы, электрификацию и реконструировали технологические цеха.
В дальнейшем, сахарный завод был преобразован в сахарный комбинат (в состав которого помимо завода вошёл Иванопольский совхоз, обеспечивавший предприятие сахарной свеклой).
В целом, в советское время сахарный комбинат являлся крупнейшим предприятием посёлка.

### После 1991 года
После провозглашения независимости Украины государственное предприятие было преобразовано в открытое акционерное общество. В октябре 1995 года Кабинет министров Украины утвердил решение о приватизации сахарного завода.
Начавшийся в 2008 году экономический кризис и вступление Украины в ВТО (после которого в страну был разрешён импорт сахара-сырца по льготной таможенной ставке) осложнили положение предприятия. В 2008 году завод был законсервирован, а затем продан киевской компании ООО «Мультіброк» и в 2009—2010 годы уничтожен.